# I Ribelli
I Ribelli (с итал. — «Мятежники») — итальянская рок-группа, созданная в 1959 году певцом и актером Адриано Челентано для своих выступлений. Затем группа продолжила свою карьеру самостоятельно.

## История

### Первый состав
После роспуска в 1959 году своей рок-группы «Rock Boys», Адриано Челентано начал создавать новую рок-группу для обеспечения своих выступлений, для этого он нанял: молодого барабанщика из Мантуи, Джанни Далл’Альо (по прозвищу «Кокаин» («Cocaina»)), который играл до этого в группе «Original Quartet», клавишника Нандо де Лука, гитариста — своего племянника Джино Сантерколе (играл до этого в группе «I Califfi» Клемма Сакко), бас-гитариста «Джаннино» (Дино Паскуадибишелье) и второго гитариста Джорджо Бенаккио. Названием группы «I Ribelli», послужила одноименная песня Челентано, выпущенная несколькими месяцами раньше (в первые годы существования группа имела название «I Ribelli di Adriano Celentano»).
Кроме Джанни Далл’Альо, до вхождения в группы «I Ribelli», в группе «Original Quartet» играли Джорджо Бенаккио и Дино Паскуадибишелье. Дебют группы «I Ribelli» состоялся в середине сентября 1959 года, на фестивале «Dell’Avanti!» в парке «Ravizza» в Милане, где им был исполнен новый сингл «Teddy girl» (текст которого написал Лучано Беретта): публика одобрительно оценила новых музыкантов, особенно мальчика-барабанщика (Майкл Шрив, которому тогда было 10 лет). Когда Челентано пошел служить в армии, «I Ribelli» стали группой сопровождения выступлений Клемма Сакко.

### Первые записи
Дебют «I Ribelli» в студии звукозаписи состоялся лишь в 1960 году, во время записи пластинки молодого рок-певца Рики Санны (который в 1962 году примет сценическое имя Рики Джанко): две записанные песни имели названия «Ribelli in blues» и «La camicia blu», их выпустил лейбл Italdisc. Песни не имели успеха, несмотря на то, что это были две рок-н-ролльные композиции с приятными текстами. Того же года, вместе с английским певцом Коленом Хиксом были записаны еще две пластинки в 45 оборотов. Они были «Broadway», на одном из лейблов, принадлежащий Дэвиду Маталону.
В следующем году, Вальтер Гуэртлер, владелец лейбл «Jolly» (компания звукозаписи Адриано Челентано), выпустил первый самостоятельный студийная запись группы на пластинках в 45 оборотов, что вышел на его лейбле «Celson», с песнями «Enrico VIII» и «200 all’ora». Пластинка однако, не имела успеха и осталась малозаметной среди публики. Песня «200 all’ora» на стороне «Б» содержала музыку Детто Мариано, с которым Челентано познакомился во время прохождения срочной военной службы в Турине. После службы Мариано присоединяется к группе, заняв место Нандо Де Луки, который покинул этот проект.
Записью 1960 года стала пластинка с песней «Alle alle al bar». В этой пластинке появились два новых участника, Джаннини Дзиндзоне на контрабасе и Натале Массара из Пьемонта, который играл на саксофоне и поет в песне «Danny boy», на стороне «Б». Того же руку, вокалистом, для сопровождения группы во время итальянского тура, был избран английский певец-музыкант Колин Хикс.
Также в 1960 году «I Ribelli» приняли участие в съемках фильма Пьеро Виварелли «Я целую… ты целуешь», после чего Дзиндзоне покинул группу, на короткое время его заменил Джанфранко Ломбарде, а затем Жан-Клод Бикара, выходец с Антильских островов, бывший басист Джонни Холлидея и Ричарда Энтони, который привел в группу своего брата Филиппа.

### Clan Celentano
С созданием собственной студии звукозаписи — «Clan Celentano» Адриано Челентано, группа вошла в её состав, играя во многих созданных ею записях, выпущенных на пластинках в 45 оборотов (например, на пластинках в 45 оборотов Дона Баки с песнями «La storia di Frankie Ballan» и «Fuggiasco»): первой из них стала «La cavalcata», песня также на некоторых телевыступлениях, где можно увидеть Джино Сантерколе, что выполняет пиццикато на электрической гитаре. Это также последняя запись, где играл Сантерколе, который оставил группу в 1962 году (на гитарах стал играть только Джорджо Бенаккьо).
В 1964 году группа принимала участие в проекте «Девушка Клана» («Ragazza del Clan»): для повышения популярности певицы Милены Канту, невесты Челентано. Канту изобрела загадочный персонаж по имени «Девушка Клана», которая месяцами не показывала свое лицо во время выпуска записей, создавая интригу среди публики. Запуск этого проекта был совмещен с выпуском песни «I Ribelli» под названием «Chi sarà la ragazza del Clan?» (кавер-версия песни «Keep on dancin'» группы «Brian Poole & The Tremeloes»), продемонстрировав прекрасное знание авторами проекта знания функционирования средств массовой информации. В результате Канту продала около полумиллиона пластинок в 45 оборотов, запись «I Ribelli» (с обложкой, изображающей черный силуэт девушки) также имел большой успех.
Также в 1964 году ансамбль принял участие в съемках фильма «Клеопацца» Карло Московини. В 1966 году «I Ribelli» принимали участие в соревнованиях на фестивале в Сан-Ремо с «A la buena de Dios», песней в мексиканском стиле, которая не имела успеха. Того же года «I Ribelli» записали песню «Per una lira», написанную Моголом и Лучио Баттисти, после чего брать Бикара покинули группу, заменив певца и клавишника на Деметрио Стратоса, музыканта греческого происхождения, и Анхеля Сальвадора. В этом составе «I Ribelli» записали песню «Come Adriano» на студии «Clan», затем они стали сотрудничать с компанией звукозаписи «Dischi Ricordi», где они впоследствии записали все свои самые успешные песни.

### Успех
После успеха сингла «Pugni Closed», следующая пластинка также имела хороший успех: она содержала песню «Chi mi aiuterà» кавер-версию «You Keep Me Hanging On by Supremes», которую исполнили с аранжировкой, аналогичным композиции «Vanilla Fudge». Песня содержала игру Бенаккьо на электрогитаре, которая стала одним из лучших выступлений группы.
В этот период группа много выступал на телевидении, в том числе на «Settevoci», музыкальной программе под управлением Пиппо Баудо, где они представились на мотоциклах.
В октябре 1968 года группа выпустила свой первый одноименный альбом на LP «I Ribelli», спродюсирован Рики Джанко, который содержал ранее опубликованные песни на пластинках в 45 оборотов и несколько новых треков, таких как кавер-версия песни «Get Ready», в стиле классического ритм-энд-блюза, или «La nostra favola», кавер-версию песни Тома Джонса «Delilah» (также исполнялась Джимми Фонтаной). Того же года группа также записал новую песню Баттисти: «Nel sole, nel vento, nel sorriso, nel pianto».
После этих удачных релизов, «I Ribelli» записали несколько песен, которые не соответствовали их стилю, с вокалом Стратоса, таких как «Yummy Yummy Yummy» (песня группы «Ohio Express»), или «Obladì Obladà» — кавер-версия песни группы «The Beatles».
В 1970 году «I Ribelli» вернулся к творчеству «The Beatles», создавая кавер-версии песен этой группы, после чего его дела пошли гораздо лучше, потому что выбранная ими песня «О! Darling», она содержала наиболее подходящее аранжировки для блюзового вокала Стратоса. Но ограниченный успех альбома, в сочетании с разногласиями между участниками «I Ribelli» относительно дальнейшего музыкального направления, привели группу к необратимой кризиса.

### Распад и реформация
Осенью 1970 года участники «I Ribelli» решили распустить группу. Стратос был музыкантом консервативных взглядов, а Лучано Берио, Луиджи Ноно, Джон Кейдж, Маурисио Кагель и Яннис Ксенакіс были музыкантами, что хотели экспериментировать с музыкой — это вызвало разногласия между участниками группы. Группа распалась после того, как Стратос опубликовал песню, написанную Лучио Баттисти, на пластинке в 45 оборотов на лейбле «Numero Uno» и окончательно отказался от исполнения легкой музыки. В 1973 году Стратос вошел в группы «Area»; Сальвадор и Бенаккьо перешли к сотрудничеству с Лучио Баттисти, играя как сессионные музыканты в некоторых его записях, в то время как Далл’Альйо, также будучи сессионным музыкантом для Баттисти в нескольких песнях, вошел в трио с Дэнни Бескетом (бывший басист группы «I Profeti», который возник в результате раскола группы «New Dada» («Ferry, Franco, René, Danny e Gaby»)) и Альберто Пасетті из группы «Nuovi Angeli» (в 1973 году они выпустили пластинку в 45 оборотов с песней «Eri tutto, eri niente, eri la mia mente», кавер-версией композиции «Give me love» Джорджа Харрисона). Позже Далл’Альйо играл в основном с Адриано Челентано, с которым он всегда поддерживал отношения.
Повстанцы дважды реформировались: впервые в 1977 году, с Джанни Далл’Альйо, Натале Массарой, Джорджо Бенаккьо и Дино Д’Аторио на басе, тогда они выпустили пластинку в 45 оборотов на под лейблом «Dischi Ricordi», с песней «Illusion» (кавер-версия классической композиции тридцатых годов «Deep Purple»). Этот состав не давал концертов.
В 1986 году группа снова собран Джанни Далл’Альйо, Альберто Феррарини на гитаре, Маурицио Беллини на вокале и клавишных, Фиоренцо Делегою на бас-гитаре, Мауро Негри на саксофоне и клавишных, Гвидо Маселло на вокале и клавишных. С первой серии выступлений вышел концертный LP (винил), созданный швейцарским журналистом Джорджо Фьеши, давним фанатом «I Ribelli», стал лейбл «CGD».
Кроме того, в 1995 году группа выпустила на лейбле «Record DV» свой сборник на CD «новых записей песен прошлого». В 2003 году к группе присоединился новый музыкант — Пьетро Бенуччи, вместе с Джанни Далл’Альйо на ударных они создать инновационную и ритмическую структуру. Таким образом, группа вернулась, чтобы выступить с мега-концертом «Beat Italia Tour», организованным в крупных спортивных залах и театрах, вместе с другими представителями итальянского бит-поколения.
В 2005 году присоединились новые музыканты, в том числе Эмилиано Фабрицио Патерлини на клавишных, позже (в 2007 году) его заменили вокалисты, мультиинструменталист Морис Праделли на акустической гитаре и клавишных; Филиппо Мунтони на барабанах, который около года занимал место Пьетро Бенуччи, который вернулся в группу после паузы отдыха; Давиде Майнольди на вокале. Эти музыканты стали последней формацией группы, в 2008 году вышел двойной концертный диск под названием «I Ribelli Cantano Adriano», выпущенный лейблом «Aereostella», дистрибьютером стала компания «Edel Italia». Марко Дженнари пришел на смену басу с 2010 года.
18 марта 2017 года произошло воссоединение группы, он выступил в Рок-музее города Катандзаро.

## Участники

### Перечень всех участников
- Джанни Далл’Альйо (1959—1970, 1977—1986): ударные
- Джорджо Бенаккьо (1959—1970, 1977): гитара
- Дино Паскуадибишелье (1959—1964): бас, гитара
- Ливио Пазолини (1960): бас
- Джаннино Дзиндзоне (1961—1962): бас
- Джино Сантерколе (1959—1962): вокал, гитара
- Энцо Янначчи (1959): клавишные
- Джиджи Марсон (с 1963): клавишные
- Детто Мариано (1961—1966): клавишные
- Нандо Де Лука (1960): клавишные
- Натале Массара (1961—1970, 1977): вокал, саксофон
- Джанфранко Ломбарде (1963): бас
- Жан-Клод Бикара (1964—1966): бас
- Ангел Сальвадор (1966—1970): бас
- Филипп Бикара (1964—1966): вокал, гитара и перкуссия
- Деметрио Стратос (1966—1970): вокал, клавишные
- Дино Д’Авторио (1977): бас
- Маурицио Беллини (1986): вокал, клавишные
- Фиоренцо Делега (1986—2008): бас, вокал
- Альберто Феррарини (1986): гитара, вокал
- Мауро Негри (1986—2005): саксофон, клавишные
- Гвидо Мазелли (1986—2005): вокал, клавишные
- Эмилиано Патерлини (2005—2006): клавишные, вокал
- Пьетро Бенуччи (2003—2005, 2008): ударные
- Филиппо Мунтони (2006—2007): ударные
- Давиде Майнольди (2005): вокал
- Морис Праделла (2007—2008): вокал, гитара, клавишные
- Марко Дженнари (2010): бас

### Тур 2017 года
- Джанни Далл’Альйо: ударные
- Натале Массара: вокал, саксофон
- Джорджо Бенаккьо: гитара
- Анджел Сальвадор: бас

## Дискография

### LP (33 оборота)
- 1968 — I Ribelli (Dischi Ricordi, SMRP 9052)
- 1986 — I Ribelli live (CGD, LSM1315)

### LP (45 оборотов)
- 1960 — Ribelli in blues/La camicia blu (Italdisc, IR 69)
- 1960 — Love’s Made A Fool Of You/Blue Moon Of Kentucky (Broadway, B 1029)
- 1960 — Garden Of Eden/For Every Boy (Broadway, B 1030)
- 1961 — Red River Valley/Ciu Ciu (Celson, QB 8030)
- 1961 — Enrico VIII/200 all’ora (Celson, QB 8031)
- 1962 — La cavalcata/Serenata a Valle Chiara (Clan Celentano, ACC 24002)
- 1963 — Alle nove al bar/Danny boy (Clan Celentano/I Ribelli, R 6000)
- 1964 — Alle nove al bar/La cavalcata (Clan Celentano/I Ribelli, R 6001)
- 1964 — Chi sarà la ragazza del Clan?/Quella donna (Clan Celentano/I Ribelli, R 6002)
- 1966 — A la buena de dios/Ribelli (Clan Celentano, ACC 24034)
- 1966 — Per una lira/Ehi…voi! (Clan Celentano, ACC 24039)
- 1966 — Come Adriano/Enchinza bubu (Clan Celentano, ACC 24041)
- 1967 — Pugni chiusi/La follia (Dischi Ricordi, SRL 10451)
- 1967 — Chi mi aiuterà/Un giorno se ne va (Dischi Ricordi, SRL 10470)
- 1968 — Nel sole, nel vento, nel sorriso e nel pianto/Come sempre (Dischi Ricordi, SRL 10506)
- 1968 — Yummy Yummy Yummy/Un posto al sole (Dischi Ricordi, SRL 10514)
- 1969 — Obladì Obladà/Lei m’ama (Dischi Ricordi, SRL 10522)
- 1969 — Goodbye/Josephine (Dischi Ricordi, SRL 10549)
- 1970 — Oh! Darling/Il vento non sa leggere (Dischi Ricordi, SRL 10579)
- 1977 — Illusione/Calore (Dischi Ricordi, SRL 10843)

CD
- 1991 — I Ribelli (Dischi Ricordi, CDOR9272)
- 1991 — I Ribelli — Pugni Chiusi (CGD, 9031-74437-2)
- 1996 — I Ribelli — Il Meglio (DV Record, CDDV5989 1996)
- 2009 — I Ribelli cantano Adriano (2 CD)

## Ссылка
- Официальный сайт группы «I Ribelli» iribelli1.altervista.org Архивная копия от 29 января 2020 на Wayback Machine (итал.)
- Группа «I Ribelli» на сайте discogs.com Архивная копия от 17 августа 2017 на Wayback Machine (англ.)